# Brachypterus

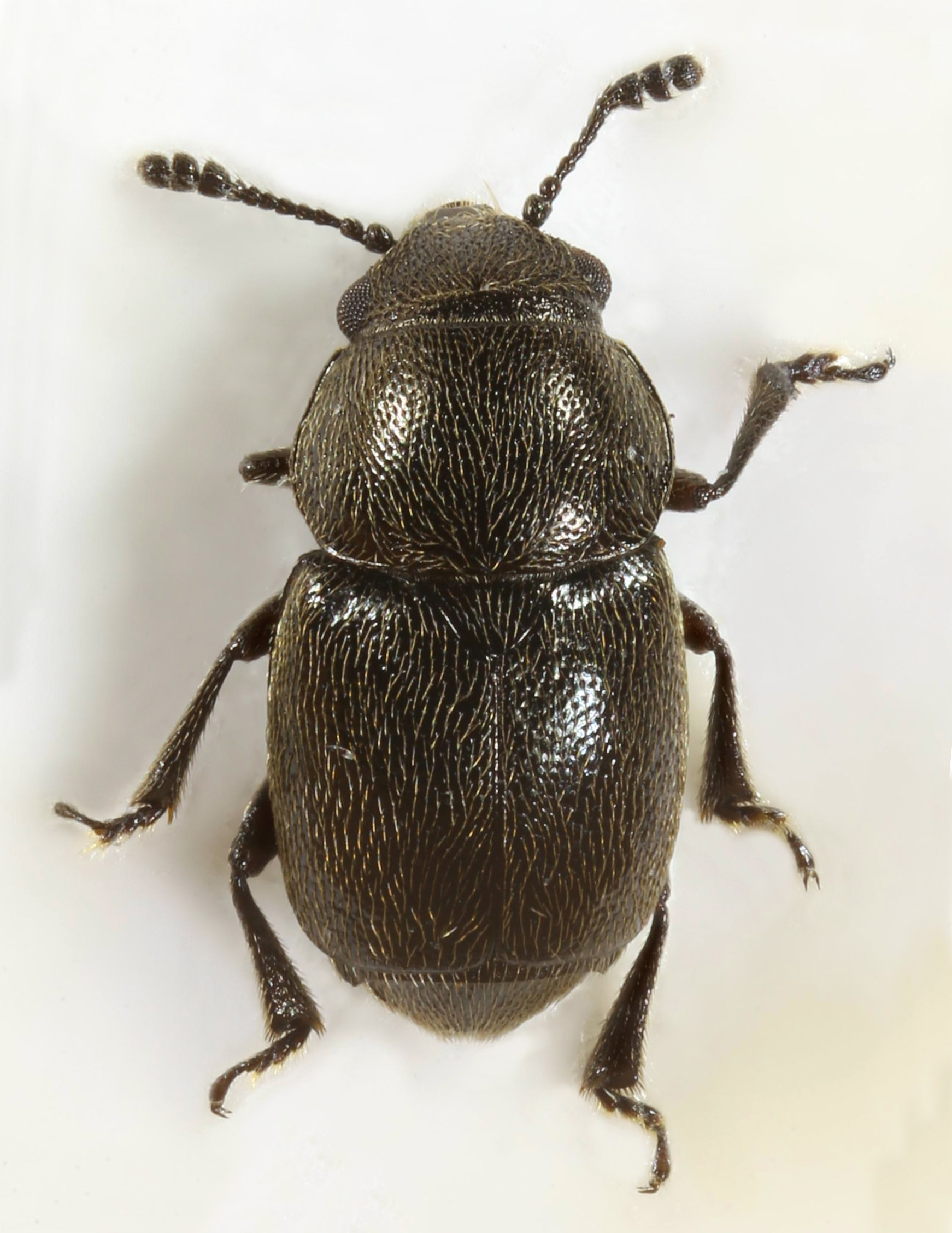
Brachypterus glaber

Brachypterus – rodzaj chrząszczy z rodziny Kateretidae i podrodziny Kateretinae. Obejmuje 26 opisanych gatunków. Zamieszkują Eurazję, Afrykę i Amerykę Północną.

## Morfologia
Chrząszcze o owalnym w zarysie, silnie wysklepionym ciele długości od 1,5 do 2 mm. Czułki buduje jedenaście członów, z których trzy ostatnie formują wyraźnie wyodrębnioną buławkę. Rozmiary członów buławki są mniej więcej jednakowe. Głaszczki szczękowe mają rozdęty człon wierzchołkowy. Szersze niż dłuższe przedplecze ma równomiernie zaokrąglone krawędzie boczne, tępe kąty tylne i prawie prostą do lekko przed kątami tylnymi zafalowanej krawędź tylną. Punkty na powierzchni dysku przedplecza są rozproszone i mają rozmiary większe niż fasetki oczu. Oprócz nich na przedpleczu wyrastają rzadko rozmieszczone, krótkie szczecinki. Pokrywy są szersze niż przedplecze. Przedpiersie wypuszcza zaokrąglony na szczycie wyrostek międzybiodrowy. Odnóża mają pięcioczłonowe stopy zwieńczone pazurkami o silnie wykształconych ząbkach nasadowych. Samiec ma odsłonięty ósmy tergit. Styliki na pokładełku samicy nie występują.

## Ekologia i występowanie
Zarówno larwy, jak i postacie doskonałe żerują na kwiatach pokrzywowatych. Jako rośliny żywicielskie larw wymienia się przedstawicieli rodzajów Gesnouinia i pokrzywa.
Przedstawiciele rodzaju zamieszkują krainę palearktyczną, etiopską, orientalną i nearktyczną. Fauna nearktycznej Ameryki Północnej obejmuje cztery gatunki. W etiopskiej części Afryki stwierdzono ich pięć. Z krainy palearktycznej notowanych jest 16 gatunków, z których trzy wykazano z Polski (zobacz: Kateretidae Polski).

## Taksonomia
Takson ten wprowadzony został w 1794 roku przez Johanna Gottlieba Kugelanna. Obejmuje 26 opisanych gatunków:
- Brachypterus aeneomicans Wollaston, 1865
- Brachypterus angusticollis Kirejtshuk, 1984
- Brachypterus curtulus Wollaston, 1864
- Brachypterus dilutarsis Solsky, 1876
- Brachypterus fulvipes Erichson, 1843
- Brachypterus glaber (Newman, 1834)
- Brachypterus globularius Murray, 1864
- Brachypterus horii (Hisamatsu, 1976)
- Brachypterus kaszabi Jelinek, 1965
- Brachypterus kraatzi (Grouvelle, 1903)
- Brachypterus labiatus Erichson, 1845
- Brachypterus longimanus (Wollaston, 1864)
- Brachypterus malaisei Kirejtshuk, 1984
- Brachypterus metallicus Reitter, 1874
- Brachypterus nigriclaris Guillebeau, 1896
- Brachypterus pattens Lindberg, 1953
- Brachypterus proximus Kirejtshuk, 1989
- Brachypterus rotundicollis Murray, 1864
- Brachypterus rugosus Reitter, 1875
- Brachypterus schaefferi Grouvelle, 1912
- Brachypterus strigosus Reitter, 1875
- Brachypterus troglodytes Murray, 1864
- Brachypterus urticae (Fabricius, 1792)
- Brachypterus velatus Wollaston, 1863
- Brachypterus viridinitens Lindberg, 1950
- Brachypterus yukikoae (Hisamatsu, 1976)